# Павел Хайдучек
Павел Хайдучек (пол. Paweł Hajduczek; нар. 17 травня 1982, Ястшембе-Здруй, Польща) — польський футболіст, півзахисник.

## Життєпис
Футбольну кар'єру розпочав у клубі ГКС (Ястшембе). Після цього виступав у клубах «Осер», «Подбескідзе» та «Полонія» (Варшава). У 2005 році виїхав до Греції, де захищав кольори «ПАС Яніни» та «Олімпіакоса» (Волос). У лютому 2008 року підписав контракт з сімферопольською «Таврією». У січні 2010 року Хайдучек продовжив свій контракт з «Таврією» на один рік.
Влітку 2010 року перейшов до запорізького «Металурга». У команді отримав 7 номер. У складі команди дебютував у чемпіонаті України 9 липня 2010 року в виїзному матчі проти київського «Арсеналу» (1:0). Хайдучек не зміг грати у другій частині сезону, так як він отримав травму меніска. За підсумками сезону 2010/11 років «Металург» посів останнє 16 місце і вилетів до першої ліги України. У тому сезоні Павло провів 13 матчів в чемпіонаті і 3 матчі в Кубку.
Влітку 2011 року побував на перегляді в кишинівській «Дачії». У 2012 році повернувся до Польщі, де став гравцем «Хойнічанки». Через короткий період часу знову виїхав за кордон, де захищав кольори казахської «Астани-1964» та грузинського «Сіоні». У 2014 році знову повернувся до Польщі, де підписав контакт з «ЛКС (Лодзь)». Останнім клубом став ЛКС (Росанув), за який грав у 2015 році.

## Досягнення

### Клубні
- Кубок України
  -  Володар (1): 2009/10

### У збірній
- Юнацький чемпіонат Європи з футболу (U-17)
  -  Срібний призер (1): 1999